# فرنالیدا پاندوراتا
فرنالیدا پاندوراتا (انگلیسی: Fernaldia pandurata) که در آمریکای میانه بیشتر با نام لوروکو (تلفظ اسپانیایی: [loˈɾoko]) شناخته می‌شود، بوته‌ای بالارونده با گل‌های خوراکی است که در السالوادور، گواتمالا و سایر کشورهای آمریکای مرکزی به وفور یافت می‌شود.
این گیاه یک منبع غذایی مهم در کشور گواتمالا و السالوادور است و جوانه‌ها و گل‌های آن به اشکال مختلف برای آشپزی به کار می‌رود.